# Fantasmas peleándole al viento
Fantasmas peleándole al viento es el primer DVD del grupo musical de Argentina Los Piojos.
Sacado a la venta a fines de octubre del 2006, cuenta con los recitales dados en el estadio de Boca Juniors, los días 22 y 23 de diciembre de 2005, en el Estadio Ciudad de La Plata, el 27 de noviembre de 2004, y en el estadio Obras Sanitarias al aire libre, el 7 de octubre de 2005.

## Lista de canciones
1. «Fantasma» [Estadio de Boca Juniors]
2. «Babilonia» [Estadio de Boca Juniors]
3. «Te diría» (con fragmento de «Qué decís») [Estadio de Boca Juniors]
4. «Taxi boy» [Estadio de Boca Juniors]
5. «Luz de marfil» [Estadio Único de La Plata]
6. «Pistolas» [Estadio Único de La Plata]
7. «Angelito» [Estadio de Boca Juniors]
8. «Guadalupe» (con Rubén Rada) [Estadio de Boca Juniors]
9. «Ruleta» [Estadio de Boca Juniors]
10. «Media caña» [Estadio Obras al aire libre]
11. «Motumbo» [Estadio Obras al aire libre]
12. «Himno Nacional Argentino» / «Intro-Maradó» / «Maradó» (con Diego Maradona sobre el escenario) [Estadio Obras al aire libre]
13. «El viejo» (Homenaje a Pappo) [Estadio Obras al aire libre]
14. «Morella» [Estadio Obras al aire libre]
15. «Todo pasa» [Estadio de Boca Juniors]
16. «Y que más» [Estadio de Boca Juniors]

## Extras
- Grabación de «Fantasma» y «Guadalupe» (Estudios Del Cielito Records).
- «Cruel» (Facultad de Ciencias Sociales). (1991)
- «Maradó» (Recopilación de las mejores jugadas de Diego Maradona).